# Bonnières (Paso de Calais)
Bonnières es una comuna nueva francesa situada en el departamento de Paso de Calais, de la región de Alta Francia.

## Historia
Fue creada el 1 de enero de 2019, en aplicación de una resolución del prefecto de Paso de Calais de 25 de septiembre de 2018 con la unión de las comunas de Bonnières y Canteleux, pasando a estar el ayuntamiento en la antigua comuna de Bonnières.

## Demografía
Según los datos aportados en la resolución del prefecto de Paso de Calais, la comuna nueva se crea con 683 habitantes.

## Composición
| Comuna fusionada | Código INSEE | Población  | Superficie (km²) | Densidad (hab./km²) |
| ---------------- | ------------ | ---------- | ---------------- | ------------------- |
| Bonnières        | 62154        | 675 (2018) | 23.76            | 28 .4               |
| Canteleux        | 62210        | 15 (2016)  | 3.4              | 4.4                 |